# Cyrto-hypnum chenagonii
Cyrto-hypnum chenagonii là một loài Rêu trong họ Thuidiaceae. Loài này được (Müll. Hal. ex Renauld & Cardot) W.R. Buck & H.A. Crum mô tả khoa học đầu tiên năm 1990.